# 傾奇者恋歌
『傾奇者恋歌』（かぶきものこいうた）は、2007年8月22日にキングレコードよりシングル発売された、角田信朗による「CR花の慶次」のオリジナルタイアップ曲。

## 概要
オリジナル曲「傾奇者恋歌」は15R大当たり中（百万石の酒演出を除く）に流れる曲で、2トラック目の「漢花（おとこばな）」は戦モード（確変）中に流れるオリジナル曲。いずれも歌は格闘家・角田信朗による。
『傾奇者恋歌』のデジタル・ダウンロードは累計50万件を記録した。

## 収録曲
1. 傾奇者恋歌
作詞：真間稜、北原星望　作曲・編曲：池毅　歌：角田信朗
2. 漢花
作詞：真間稜、北原星望　作曲・編曲：渡部チェル　歌：角田信朗
3. 傾奇者恋歌 (TOKISAWA REMIX)
作詞：真間稜、北原星望　作曲：池毅　歌：角田信朗
4. 傾奇者恋歌 (カラオケ)
5. 漢花 (カラオケ)